# 梁錚卿
梁錚卿（1919年5月3日—1951年1月24日），化名李明，廣東省梅縣白土堡（今梅州市三角鎮）人，梅州中學畢業，廣西大學獸醫系畢業，1937年加入中國共產黨，曾任東山中學第一支部書記、廣西大學獸醫系助教。1947年7月奉命潛伏台灣透過謝漢光與劉志敬取得聯繫進行地下工作，在農林台中牧場工作，任台灣省工作委會台中市工作委員會直屬支部書記。1950年3月29日遭逮捕，1951年1月24日槍決於馬場町。

## 生平
梁錚卿，1919年生，廣東省梅縣白土堡（今梅州市三角鎮）人，出生貧寒之家，姊姊需到印尼工作供弟弟們讀書，梁錚卿自幼刻苦勤奮，1933年桂林學校畢業考入梅州中學，時值1937年愛國青年紛紛加入救國行列，李碧山中國共產黨潮汕黨部來到梅縣建立抗日義勇軍組織，梅縣工作委員會發展「學生抗敵同志會」（簡稱學抗會），梁錚卿積極參與學抗會，1937年底梁錚卿由梁集祥介紹加入中國共產黨，1938年4月間，梁錚卿與組織成員回故鄉宣揚抗日救國舉辦活動，1939年9月由於梁錚卿所在組織行蹤暴露，梁錚卿轉學至東山中學，受盧梅軒領導，並擔任東山中學第一支部書記，拓展黨員發展組織。
1940年潮汕地區共黨組織活動遭到國民政府鎮壓，請願學生遭逮捕，梁錚卿等出面營救而遭當局鎖定，由中共安排轉往江西完成學業，1941年梁錚卿考入廣西大學森林系後轉獸醫系，由於「皖南事變」後，中共活動轉趨地下化，在組織移轉後，梁錚卿與桂林師院的組織取得聯繫，持續參與活動。
1944年畢業後，梁錚卿擔任獸醫系助教，1947年，廣西爆發六二大遊行，廣西開始搜捕異議人士及共產黨員，此時梁錚卿女兒梁靜玉剛出生不久，梁錚卿透過同學李欣汝安排在其住處躲藏一個月，而後接獲上級指示潛伏台灣。
1947年9月梁錚卿搭船從廣州經汕頭到台灣，在農林公司牧場任職，而透過廣西大學獸醫系同學謝漢光與台灣省工作委會台中區負責人洪幼樵取得聯繫，1948年4月梁錚卿轉任農林台北畜疫血清製造所總務課長，由於洪幼樵與張志忠預備在台中地區成立台中市工作委員會與武裝工委，需要有梁錚卿任職的牧場作為掩護，1949年1月梁錚卿以照顧重病親人請調農林台中農場擔任技正。
1949年2月梁錚卿化名李明擔任台中市工作委員會直屬支部書記，來自廣東汕頭的蔡寄天在台中女中任教，擔任蔡孝乾、洪幼樵及台中地區交通員，配合台中地區工作，運作台中地方法院推事廣東同鄉黃蹈中加入組織，黃蹈中吸收周碧梧，並說服同學周魯林提供台灣陸軍兵力分布圖。
1949年8月光明報事件，台大法學院支部、基隆市工委相繼遭破獲，潛伏來台在基隆中學的陳仲豪與林英傑等皆展開逃亡，透過台中市工委書記張伯哲，農林牧場一度成為地下黨員躲藏的處所，陳仲豪回憶當時轉移到梁錚卿服務的農林牧場，躲藏在雞寮，張伯哲與梁錚卿製作一張「林辰康」的假身分證，陳仲豪得以化身藥店老闆搭機返回汕頭。
1950年1月，隨著蔡孝乾與蔡寄天落網，不久洪幼樵與許敏蘭在基隆港等待搭船時遭到誘捕，由於洪幼樵的自新，台中市工委遭到全盤托出，張伯哲、陳福添等落網，1950年3月29日梁錚卿、黃蹈中、馬慰常、周碧梧、郭魯林等人遭到逮捕，由於梁錚卿在台北畜疫血清製造所任職期間曾經住在李政道兄長李崇道家中，拖累李崇道夫婦遭到拘押審訊，不久後無罪釋放。
梁錚卿被捕後以顛覆國家著手實行判處死刑，1951年1月24日槍決於馬場町。

## 紀念
1997年4月7日，中華人民共和國內政部追認梁錚卿為革命烈士，發給革命烈士證明書。

## 台灣促進轉型正義之平反
2018年10月5日，促進轉型正義委員會促轉三字第1075300110B號函文，正式撤銷受難者林慶雲君等1270人之刑事有罪判決暨其刑，其中(40)安澄字第 445 號，有關梁錚卿共同意圖以非法之方法顛覆政府而著手實行之有罪判決暨其刑及沒收之宣告正式撤銷。